# Microsaccus longicalcaratus
Microsaccus longicalcaratus är en orkidéart som beskrevs av Oakes Ames och Charles Schweinfurth. Microsaccus longicalcaratus ingår i släktet Microsaccus och familjen orkidéer. Inga underarter finns listade i Catalogue of Life.